# Rännilen 11

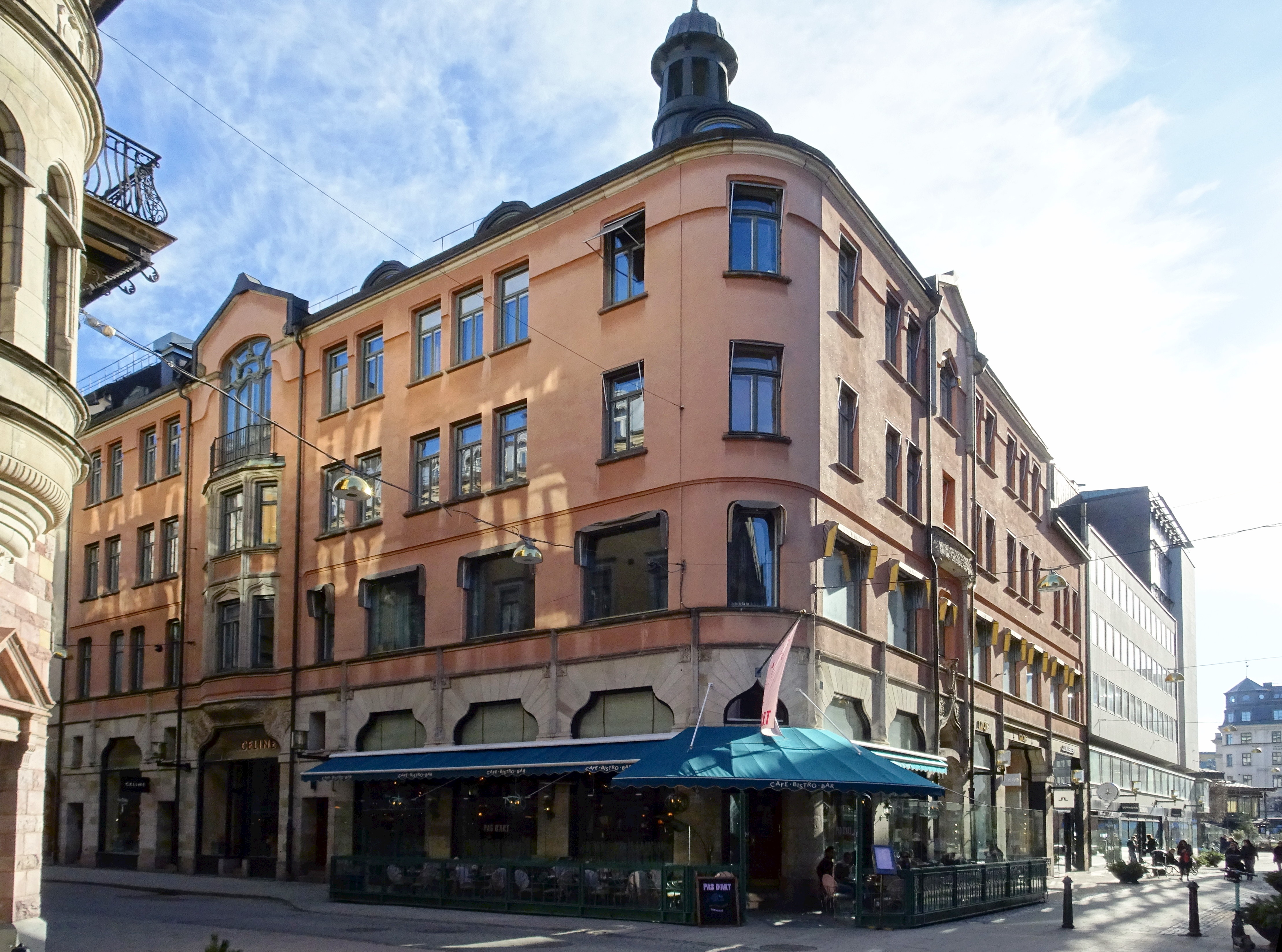
Rännilen 11, hörnet Mäster Samuelsgatan / Biblioteksgatan, 2021.

Rännilen 11 är en kulturhistoriskt värdefull fastighet i kvarteret Rännilen i hörnet Mäster Samuelsgatan 5 / Biblioteksgatan 6–8 på Norrmalm i Stockholm. Byggnaden uppfördes 1899–1900 som bostads- och affärshus efter ritningar av arkitektkontoret  Hagström & Ekman på uppdrag av grosshandlaren Per S. Bocander. Huset ägs sedan 1958 av fastighetsbolaget Hufvudstaden och är grönmärkt av Stadsmuseet i Stockholm vilket innebär att det bedöms vara "särskilt värdefullt från historisk, kulturhistorisk, miljömässig eller konstnärlig synpunkt".

## Kvarteret

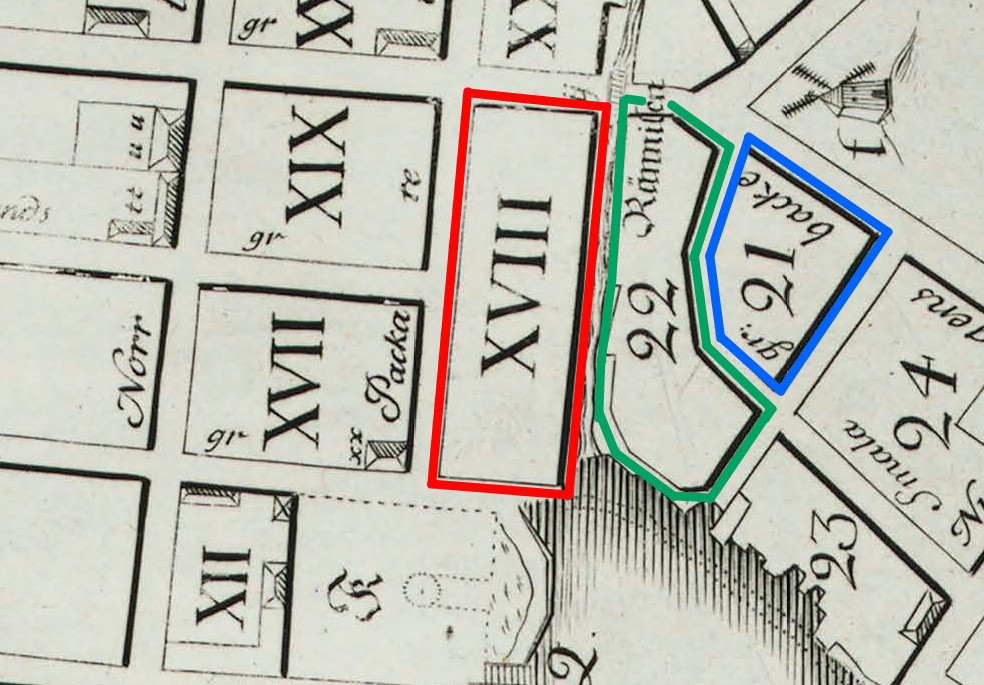
Kvarteret Rännilen (22) och Pumpstocken (XVIII), 1733.

Kvartersnamnet Rännilen är känt från Petrus Tillaeus karta från 1733 där det har nummer 22 och hörde till Ladugårdslandet (dagens Östermalm). Namnet härrör från vattendraget Rännilen som rann förbi direkt väster om kvarteret och bildade gränsen mellan Norrmalm och Ladugårdslandet. På 1600-talet var trakten där kvarteret nu ligger fortfarande en del av Ladugårdslandsviken. Genom landhöjningen och utfyllnader förvandlades området till tomtmark men allt som byggdes här fick grundförstärkas med rustbäddar, pålar och stockar vilka påträffades vid olika utgrävningar och kunde dateras  till 1600-talets mitt.
Kvarterets nuvarande plankontur framträdde första gången 1878 i ett gaturegleringsförslag där Birger Jarlsgatans södra del drogs rakt över den äldre bebyggelsen ända ner till Nybroplan. Då försvann det ”gamla” kvarteret Rännilen för att återuppstå igen på Norrmalms sida och som södra delen av kvarteret Pumpstocken. Till en början delades kvarteret i sju tomter som hörde till Pumpstocken. Efter fastighetsregleringar år 1987 och 2005 består kvarteret av fyra fastigheter (Rännilen 8, 11, 18 och 19). Nuvarande fastigheten Rännilen 11 består av de tidigare fastigheterna Pumpstocken III och IV.

## Historik

### Tidigare byggnader och boenden

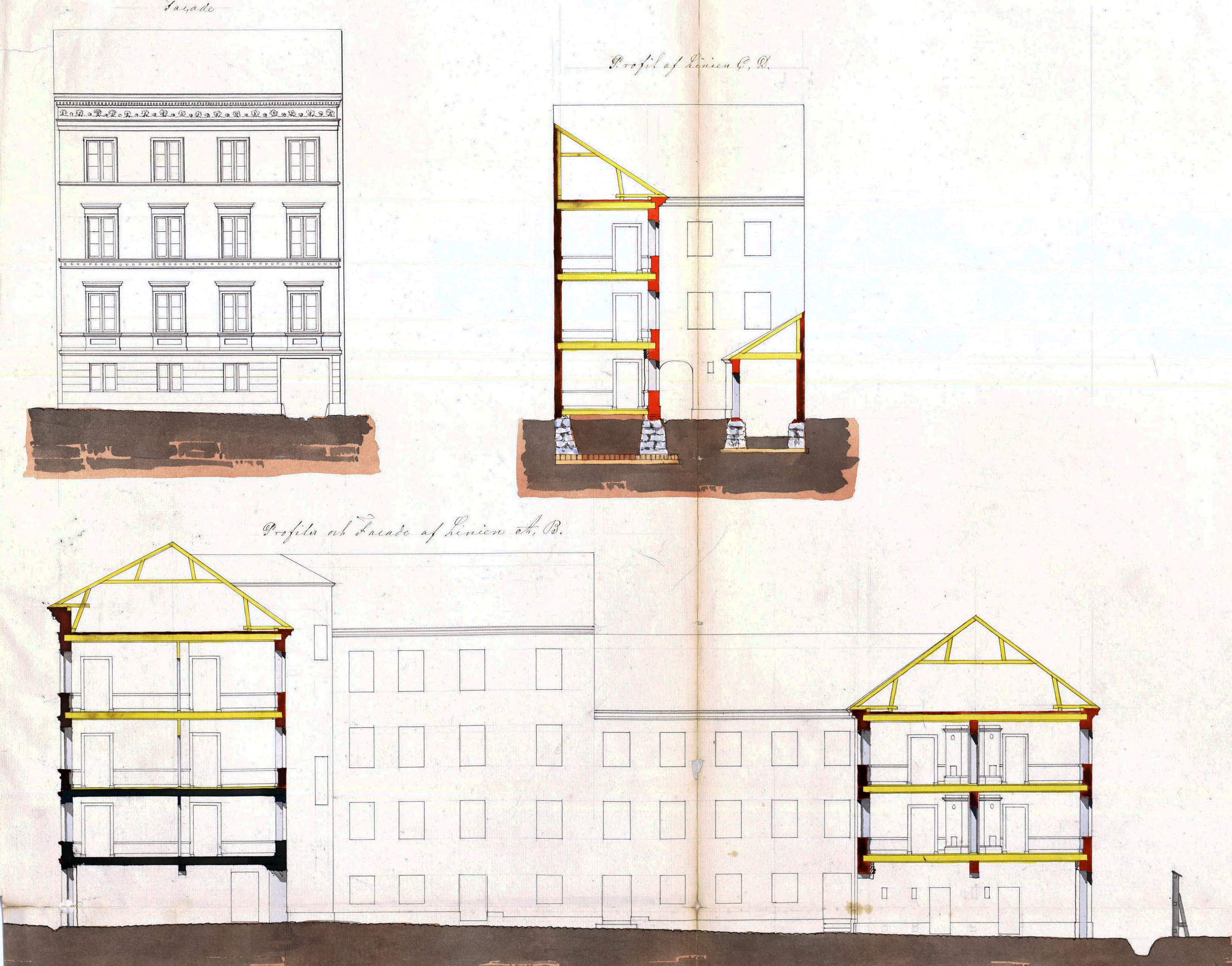
Bostadshuset från 1857.

På platsen för nuvarande Rännilen 11 stod några mindre byggnader (Pumpstocken IV) från 1700-talets andra hälft som låg delvis på nuvarande Mäster Samuelsgatan. Söder därom fanns ett större bostadshus (Pumpstocken III) vilket sträckte sig i ost-västlig riktning genom hela kvarteret. Det var uppfört av sten i tre till fyra våningar, utan källare samt på- och tillbyggd 1857. Genom en körport från Norrlandsgatan kom man in i en smal innergård med bostäder på ena sidan och avträden på andra sidan. Beställare var målarmästaren A.W. Brummer, arkitekt okänd. 
År 1877 beboddes en av lägenheterna av August Strindberg tillsammans med sin första hustru Siri von Essen. Det var här han 1879 skrev sin roman Röda rummet. Hans alter ego, huvudpersonen Arvid Falk, bor i romanen vid samma gata. Trakten var ganska nergången och Strindberg beskrev omgivningen och sitt bostadshus i boken Prosabitar enligt följande:
| ” | Det finns bestämt icke en så ful gränd i Stockholm och ett sådant gammalt smutsigt och dystert hus: inkörsgrinden står där inbjudande som en uttjänad galge; kullerstenarne på gården ha under tidernas fullbordan makat åt sig så mycket att några kortväxta arter av tåtel och brodd kunna skjuta upp... | „ |

På samma adress bodde även Isidor Behrens med familj. Behrens blev 1891 en av initiativtagarna till bildandet av Allmänna Idrottsklubben (AIK) vilket skedde hemma hos familjen Behrens.

### Nuvarande bebyggelse
Tomten, som efter gaturegleringen 1878 fick beteckningen Pumpstocken 9 (sedermera ändrad till Rännilen 11), ägdes av Per S. Bocander.  Han titulerade sig grosshandlare, byggherre och byggmästare och räknades till en av de stora fastighetsspekulanterna i dåtidens Stockholm. Hans namn lever idag vidare i Bocanderska husen (Narvavägen 30-32) och Bocanderska palatset (Birger Jarlsgatan 15). Han arbetade ofta ihop med arkitektkontoret Hagström & Ekman, så även i det här projektet och anlitade liksom vid bygget av Bocanderska palatset byggmästare Håkan Bergkvist att uppföra huset och övervakade bygget. Man byggde på gammal sjöbotten varför grunden fick förstärkas genom pålning. Samtliga byggnader i grannskapet hade samma problem, en ny grundförstärkning utfördes åren 2006–2008 på uppdrag av nuvarande fastighetsägaren, Hufvudstaden.

Originalritningar från 1899
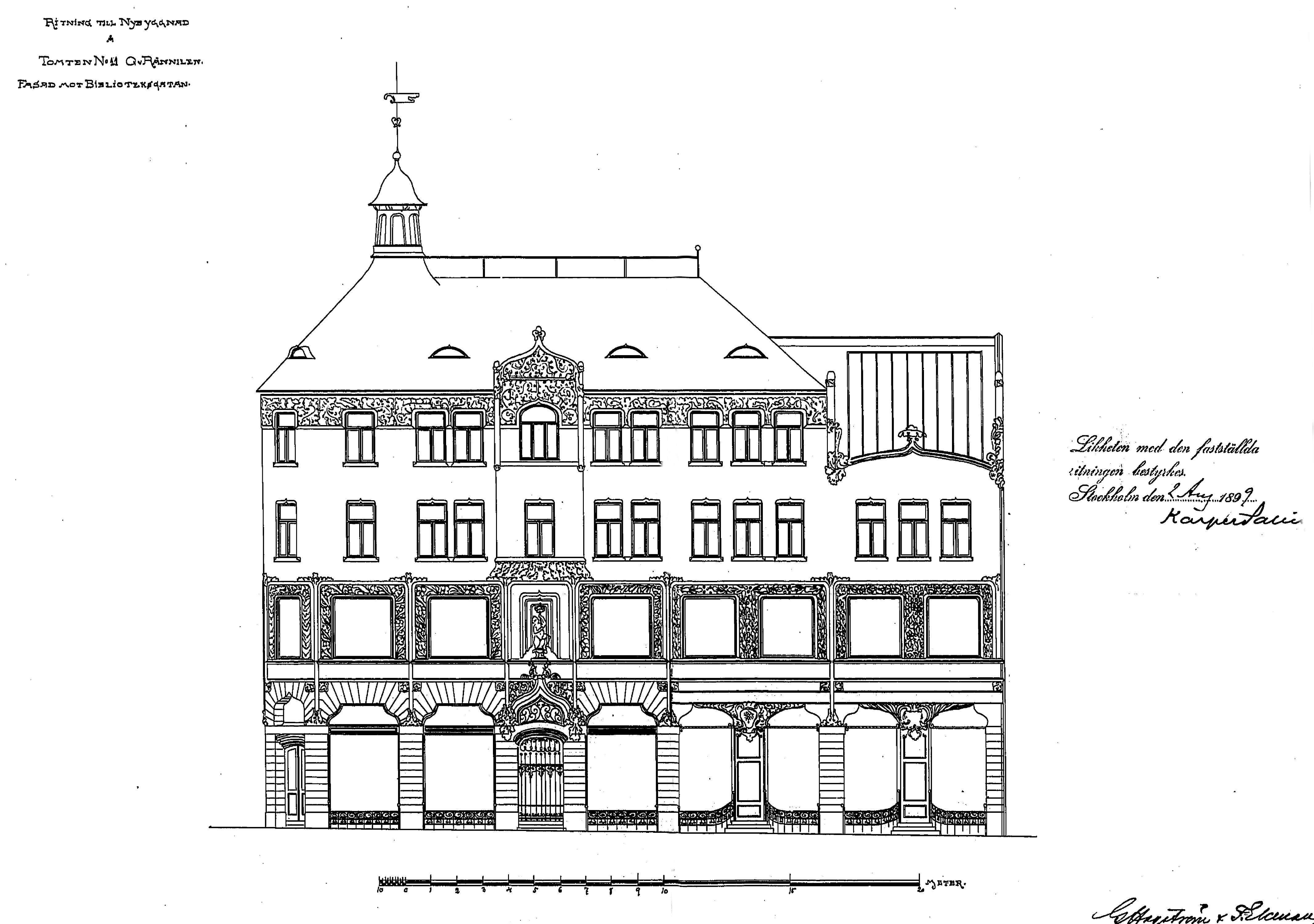
Fasad mot Birger Jarlsgatan.
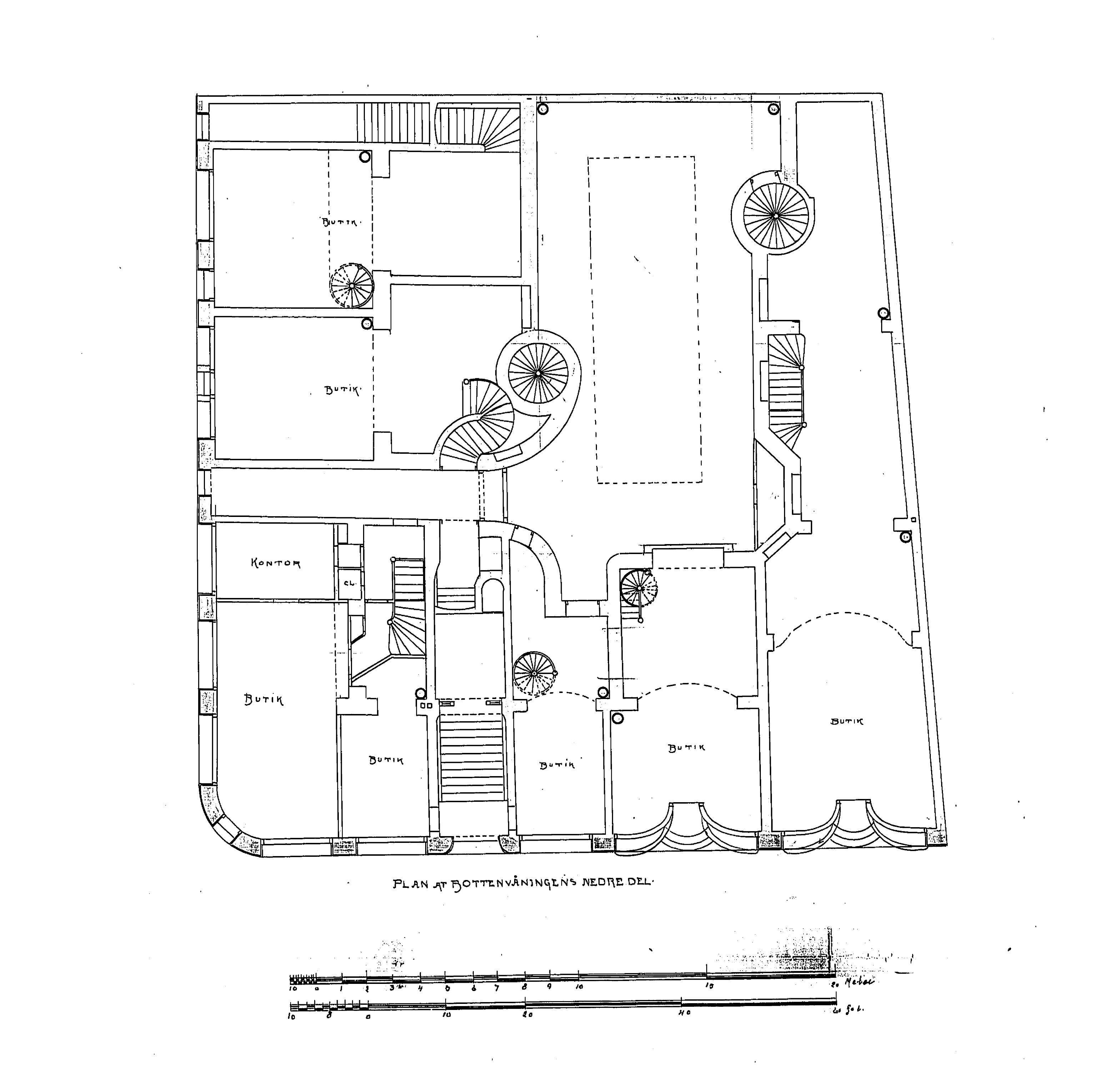
Nedre bottenvåning.
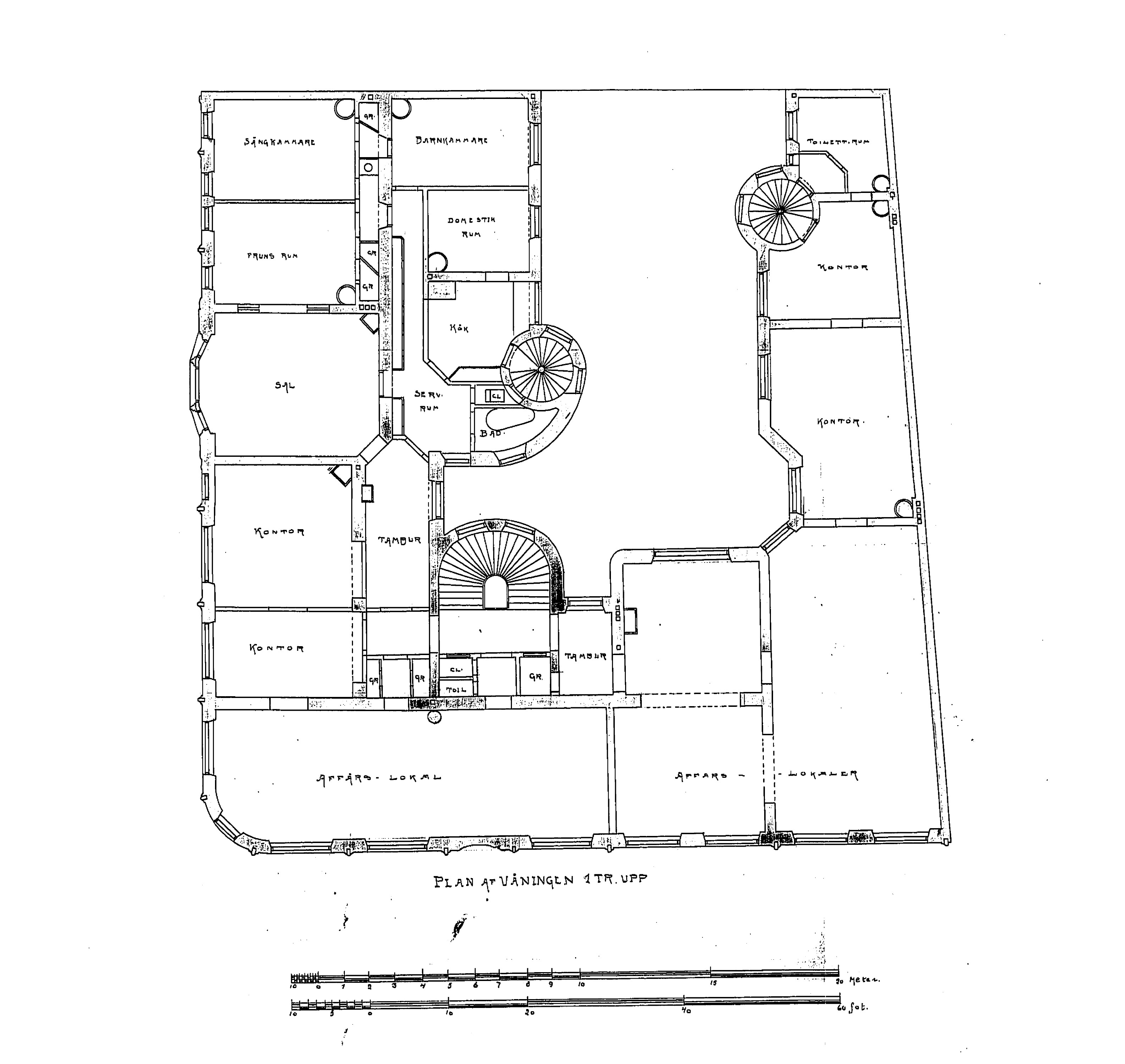
Våning 1 trappa.
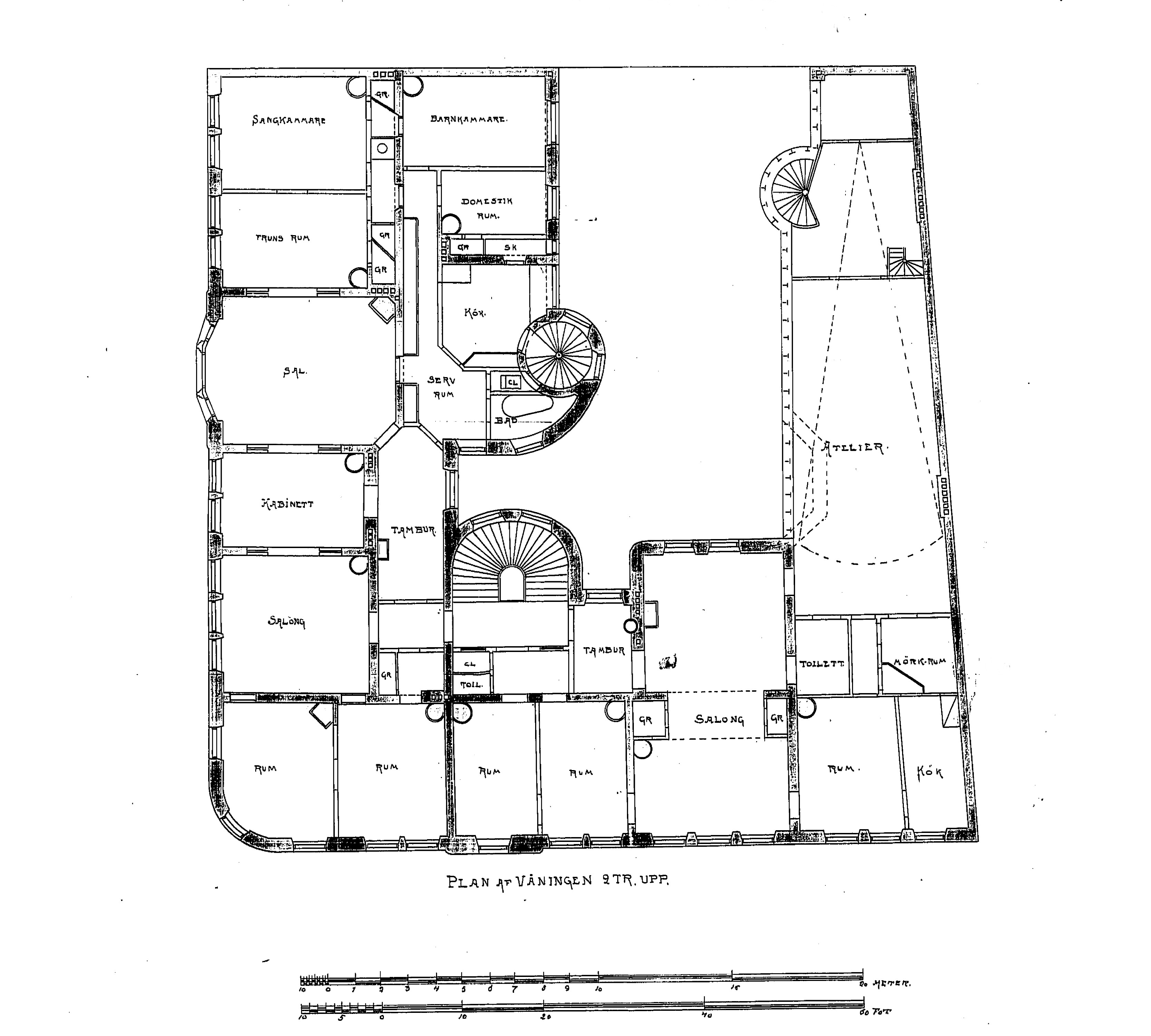
Våning 2 trappor.
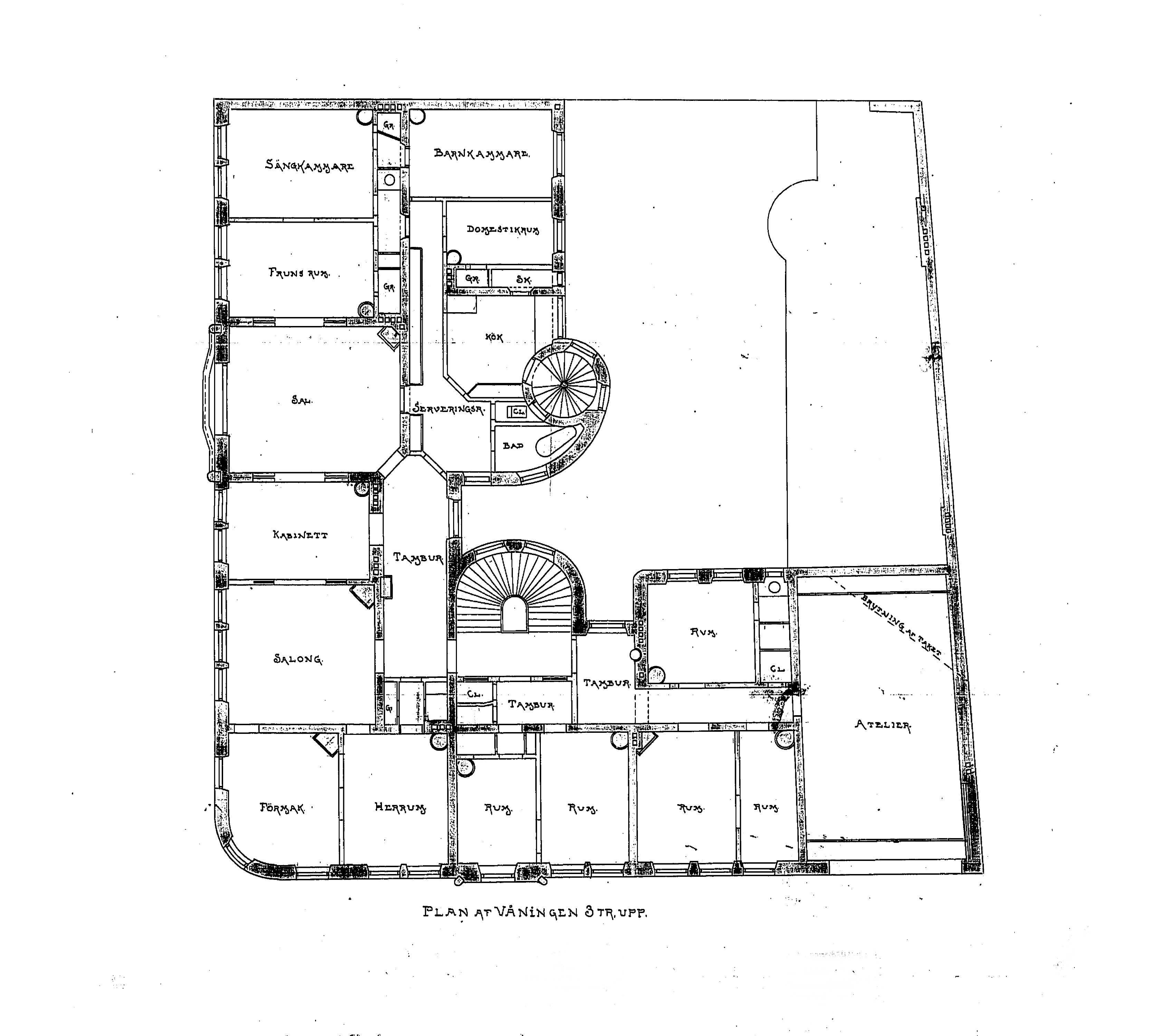
Våning 3 trappor.
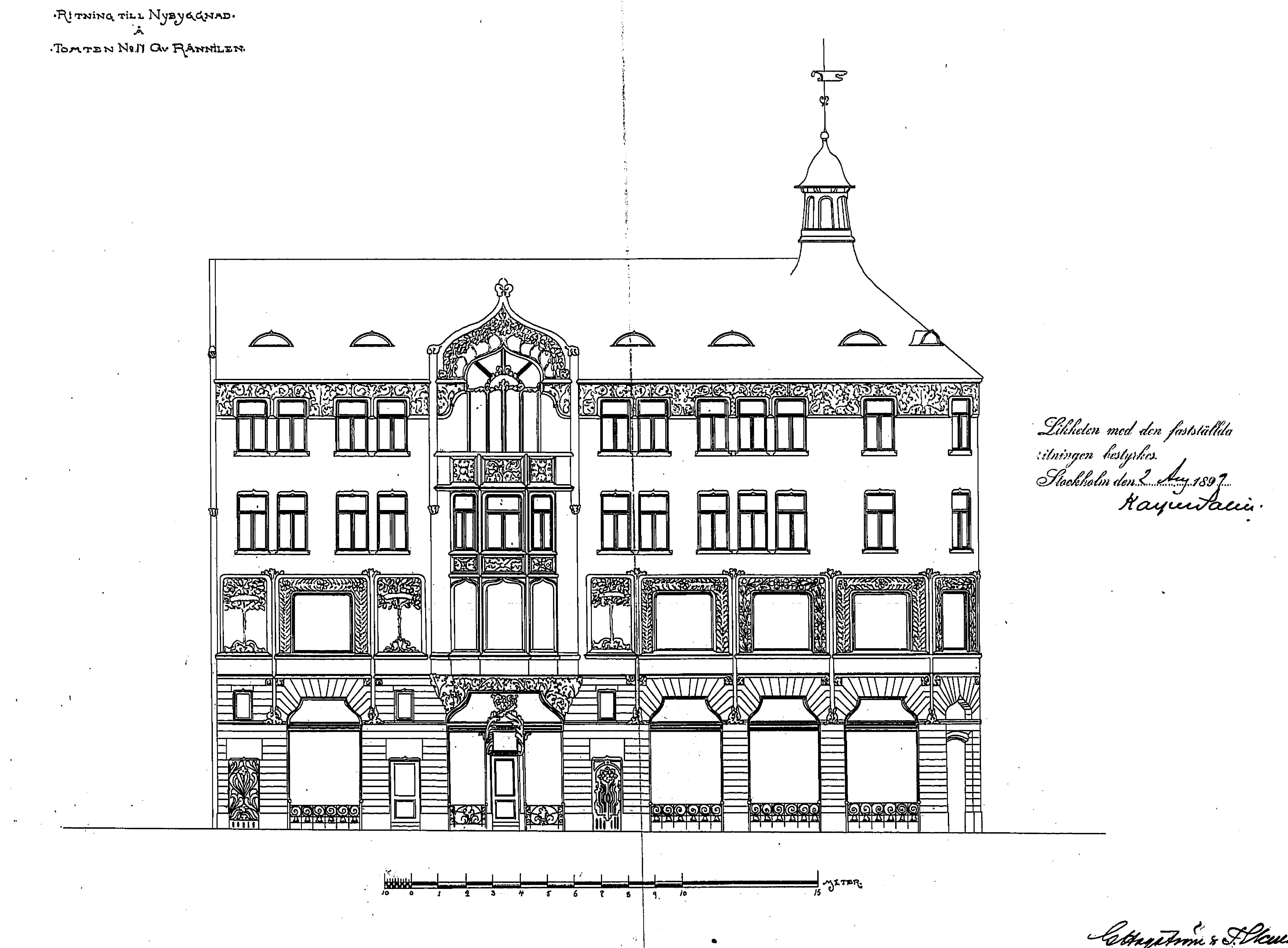
Fasad mot Mäster Samuelsgatan.

#### Exteriör

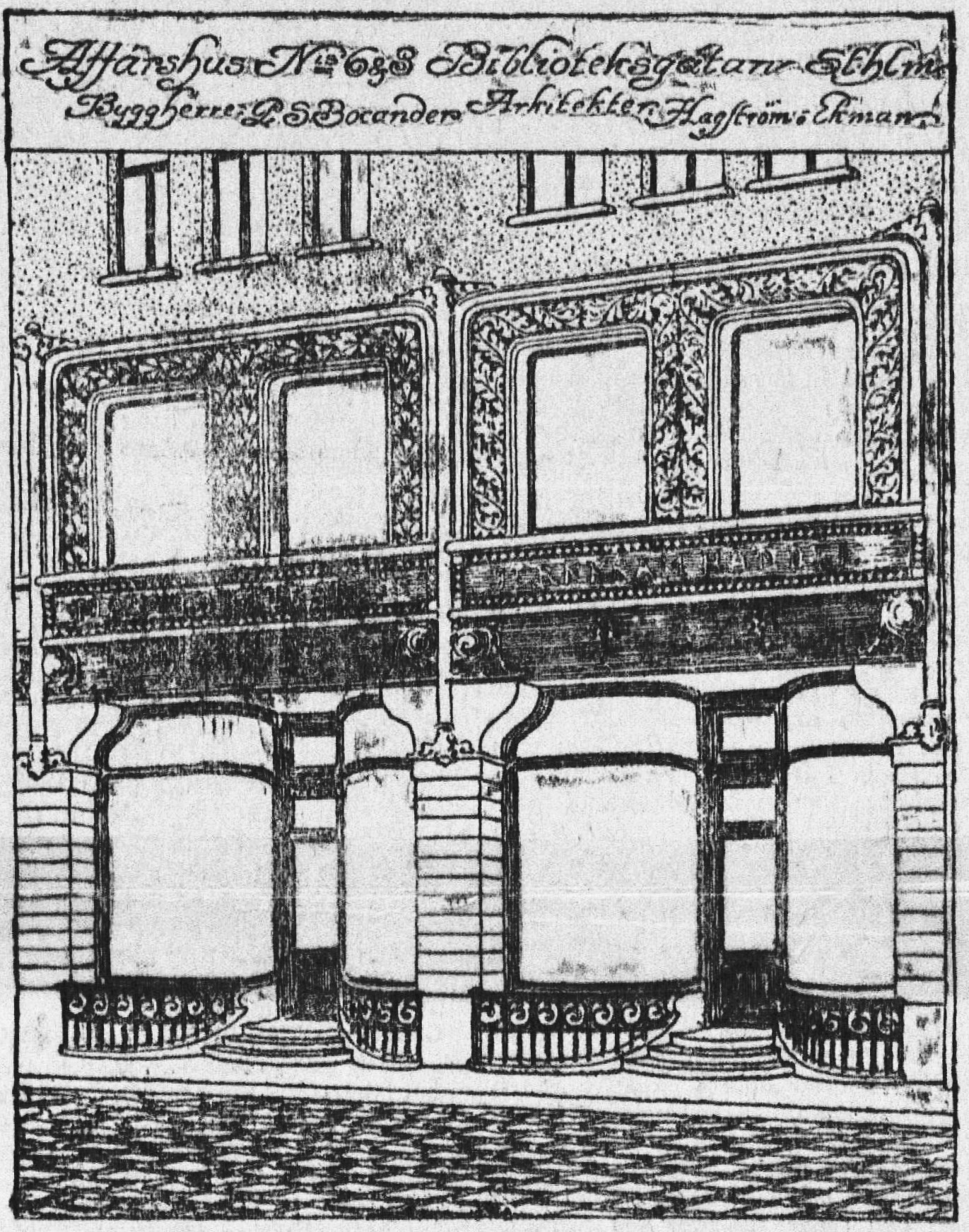
Illustration i SvD, 30 december 1900.

Hagström & Ekman ritade ett påkostat hus i jugendstil med fyra våningar och hel källare. Liksom grannbyggnaden (Rännilen 10), Mäster Samuelsgatan 3, som också ritades av Hagström & Ekman dock med en annan byggherre, fick husets fasader utsmyckningar med sirlig blomsterornamentik. Över en bottenvåning i vit sandsten fortsätter terrasitputs i en varm roströd ton. Ursprungligen fanns sgraffitomålningar på det horisontella bandet under takfoten, mellan bottenvåningen och våning 1 trappa samt mellan de stora fönstren på övervåningen. De var utförda av den italienska stuckatören och freskmålaren Antonio Bellio (1846–1913) och försvann i samband med en ombyggnad 1958. På det rundade taket över hushörnet placerades ett litet dekorativt torn.
Mot Mäster Samuelsgatan märks ett elegant burspråk i två våningar som kröns av en balkong med smidesräcke. Bakom den reser sig ett högt fönster till lägenhetens salong. Det spetsiga valvet över hörnentrén och huvudentréns rik dekorerat överstycke i sten för tanken till orientalisk eller venetiansk arkitektur. Skyltfönstrens glas mot Biblioteksgatan utfördes svängda inåt butiksentrén, på det viset fick man två skyltfönster samt entrén på minsta möjliga yta. Arrangemanget tilldrog sig särskild uppmärksamhet hos allmänheten och det var första gången att fönsterrutor av denna typ kom till användning i Stockholm. Ett av dem är fortfarande bevarat.
Vid färdigställandet i december 1900 skrev Svenska Dagbladets redaktör bland annat:
| ” | De gamla rucklena har till stor del försvunnit och på deras tomter reser sig nu glada, moderna byggnader. En af de mest uppmärksammade bland dessa är det av byggmästaren P.S. Bocander ägda och efter ritningar af arkitekterna Hagström och Ekman uppförda huset i hörnet af Biblioteks- och Mästersamuelsgatorna med adressnummer 6-8. Det är hållet fullständigt i öfverensstämmelse med sin uppgift, som hufvudsakligen är att tjäna affärssyften, men arkitekterna hafva samtidigt på ett lyckligt sätt undvikit den amerikanism, som eljes ligger så nära till hands vid uppförandet af byggnader sådana som denna. Det hela verkar välgörande och värdigt... | „ |

#### Interiör och hyresgäster

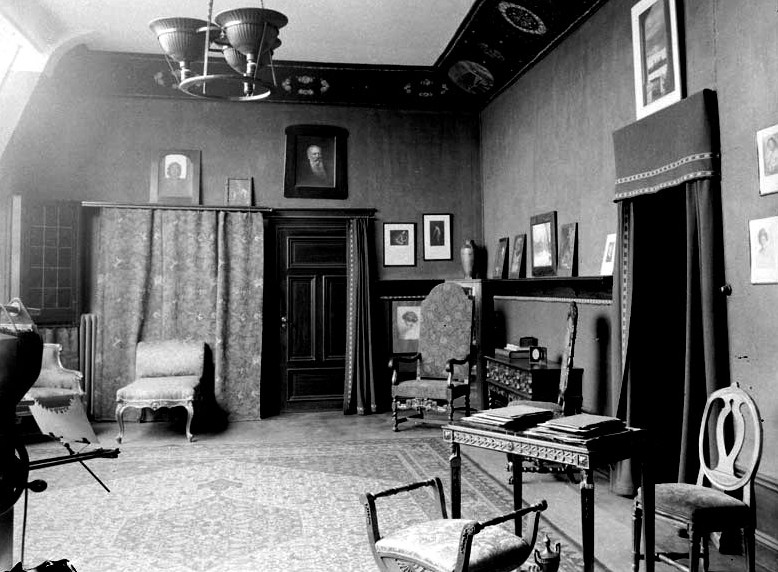
Ferdinand Flodins fotoateljé, 1901.

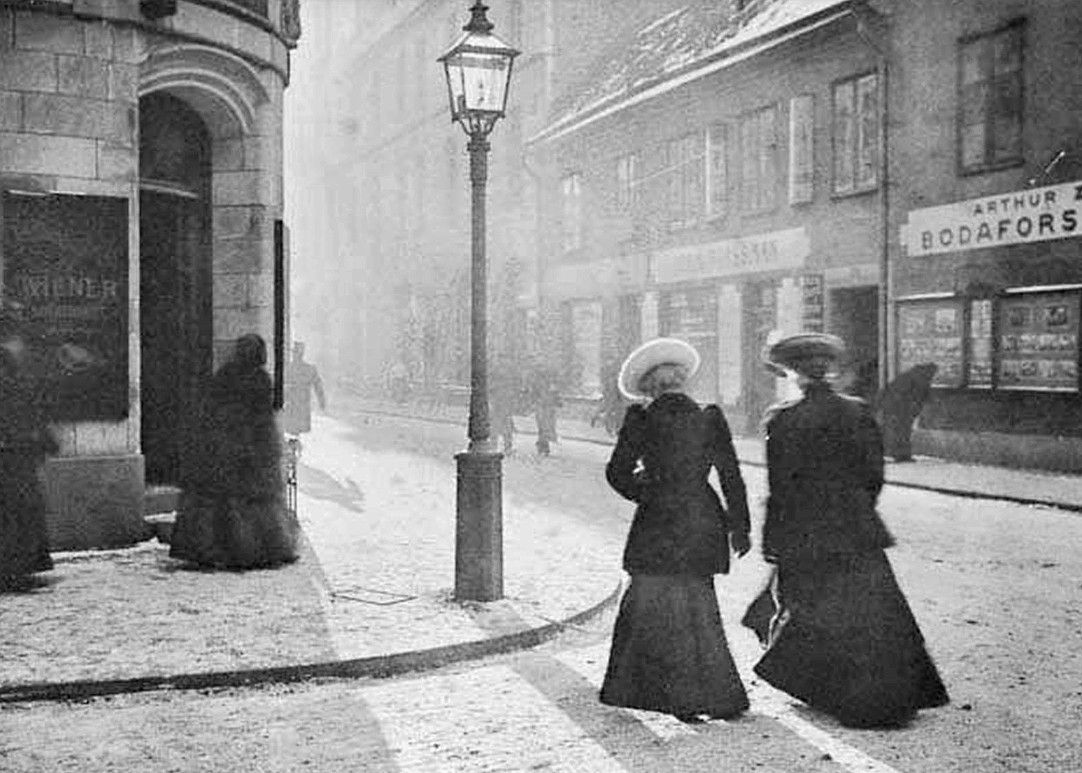
Wienerkonditoriet, 1904.

Rännilen 11 byggdes ursprungligen som bostadshus med butiks- och affärslokaler i gatuplan samt en trappa upp. Det symboliseras av skölden över entrén som visar den bevingade hermesstaven vilken stod för handel och ekonomi. I entréhallen utfördes trappan i vit marmor och en ledstång i mässing. Väggarnas nedre delar är av marmor och däröver av målad marmorering. Taket är tunnvälvt och smyckat med reliefstuckdekor i form av stiliserade blommor i vit på grön botten. 
Via en glasad mellandörr med överljus i snidad dekor når man trapphus- och hisshallen. Väggarna ytbehandlades med gulmarmorerad målning. De välvda fönstren i trapphuset har blyspröjsade rutor i olika färger och är dekorerade med målade blommotiv. Hissen sitter i trappspindeln och bevarar sin ursprungliga dekorativt utformade hissgrind tillverkad av smidesjärn.
Våningsplanen disponerades ursprungligen enligt följande. Innergården var överbyggd och inrymde utställningslokaler. Nedre och övre bottenvåning samt våning en trappa upp var uteslutande avsedda för affärsändamål. De båda övriga våningarna kunde antingen användas som affärslokaler eller till bostadslägenheter. De kunde enkelt förvandlas till enrumslägenheter eller sammanslås till bostäder upp till nio rum och kök, alltså en tidig form av flexibel planlösning. 
De 1974–1975 av Stadsmuseet besökta lägenheter bevarade ursprunglig inredning såsom rikt ornerade och dekormålade kakelugnar, stuckdekorerade tak, helfranska bröstpaneler och dörrar. Samtliga våningsplan är sedan dess ombyggda och kontoriserade.
På våning två trappor specialritades en ateljé för fotografen Ferdinand Flodin. Själva ateljén låg i gårdsflygeln och hade ett stort, norrorienterat ateljéfönster. Flodin hade sin verksamhet här mellan 1901 och 1908. På våning tre trappor fanns ytterligare en ateljé tänkt för en målare. 
Hörnlokalen innehades till en början av Ivar Roséns Elektriska affär. Lokalen ombyggdes redan 1904 och inhyser sedan dess Wienerkonditoriet. De första ägarna var släkten Hofman-Bang. Stället har byggts om några gånger, senast år 2019 då man bytte namn till Pas D’art, Café, Bistro Bar.

## Ägare
Redan 1905 sålde Bocander Rännilen 11 och sin fastighet Pumpstocken 12 vid Birger Jarlsgatan 15 till storbyggmästaren Carl Oscar Lundbergs fastighetsbolag. Utöver penningsumman 1 750 000 miljoner kronor erhöll Bocander av Lundberg även den obebyggda dubbeltomten Narvavägen 30–32 som han sedan bebyggde med de så kallade Bocanderska husen. År 1958 förvärvades fastigheten av Hufvudstaden. I och med köpet av Rännilen 15 (Smålandsgatan 12) år 2007 äger bolaget hela kvarteret Rännilen som ligger i Biblioteksgatans så kallade Gyllene triangel.

### Nutida bilder

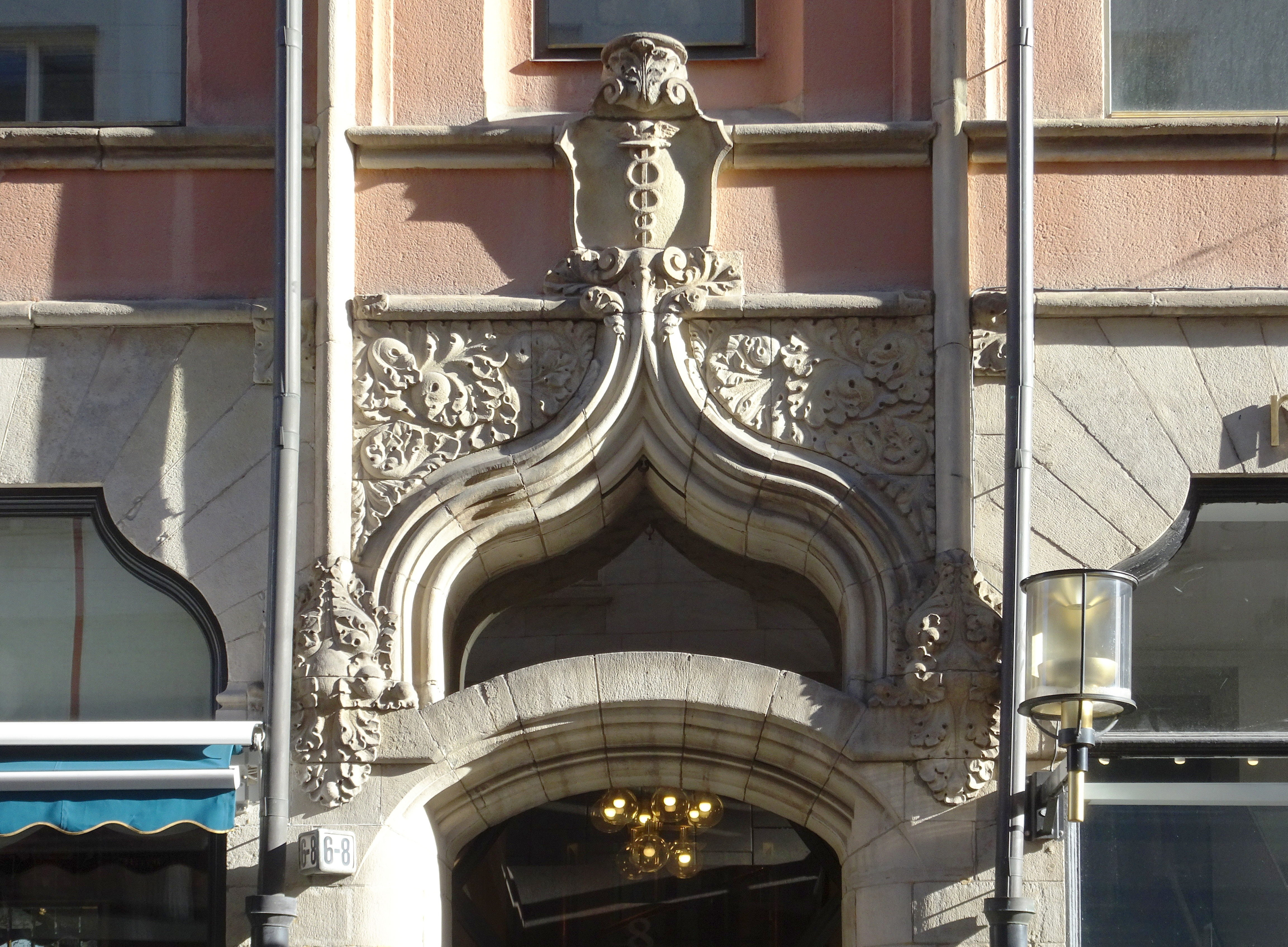
Portalöverstycket, Biblioteksgatan 6.
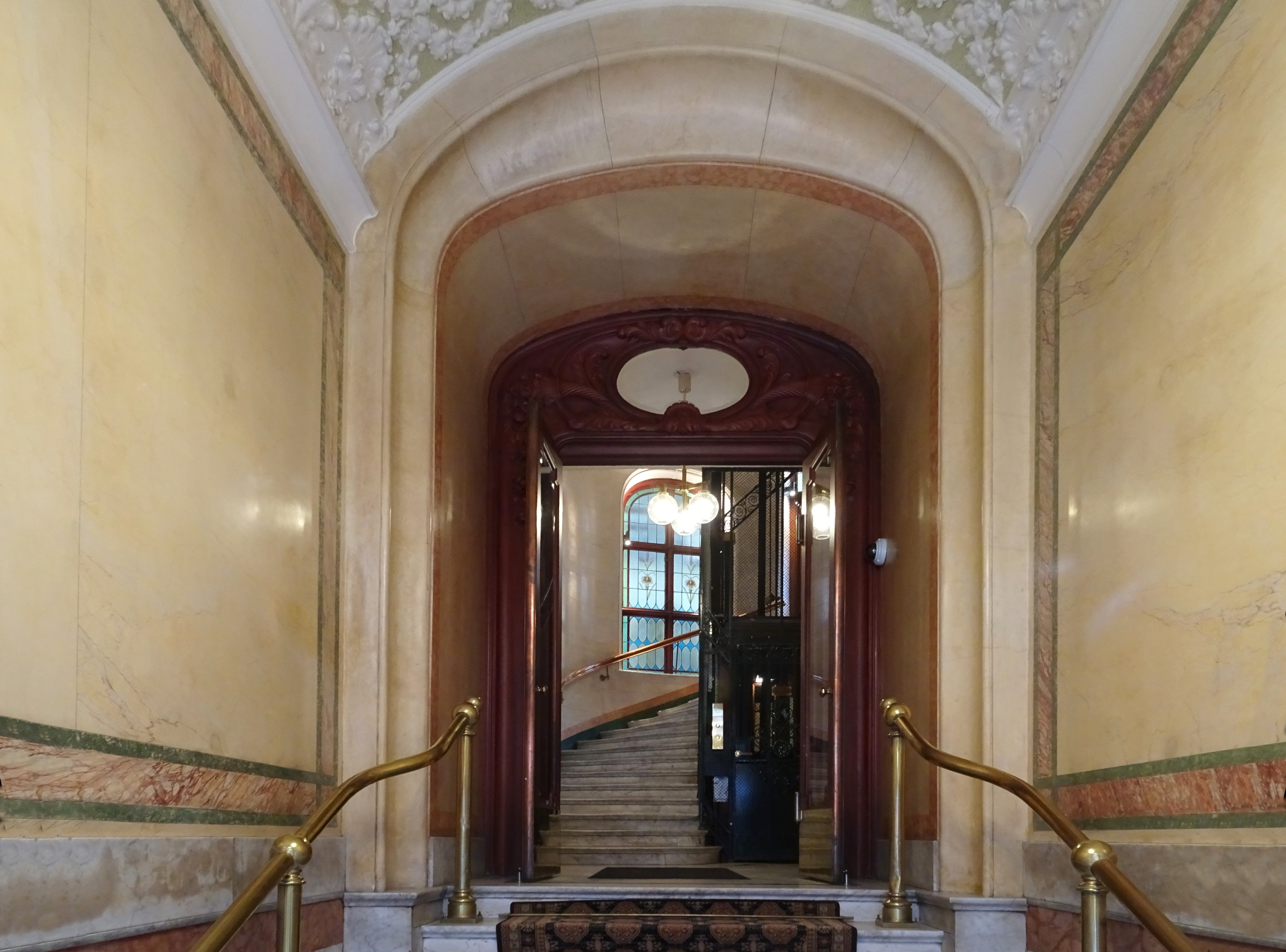
Entréhall, Biblioteksgatan 6.
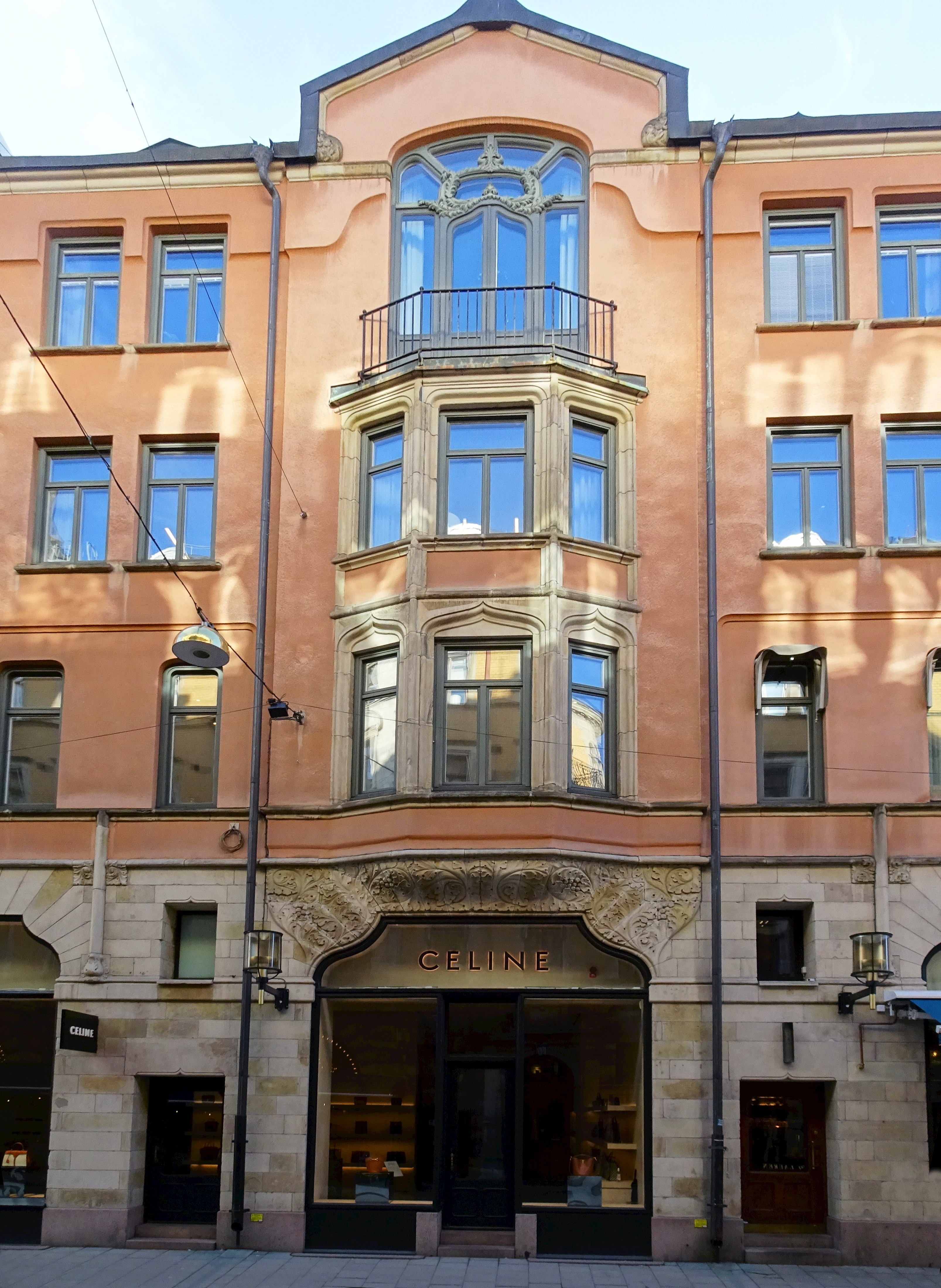
Burspråket, Mäster Samuelsgatan 5
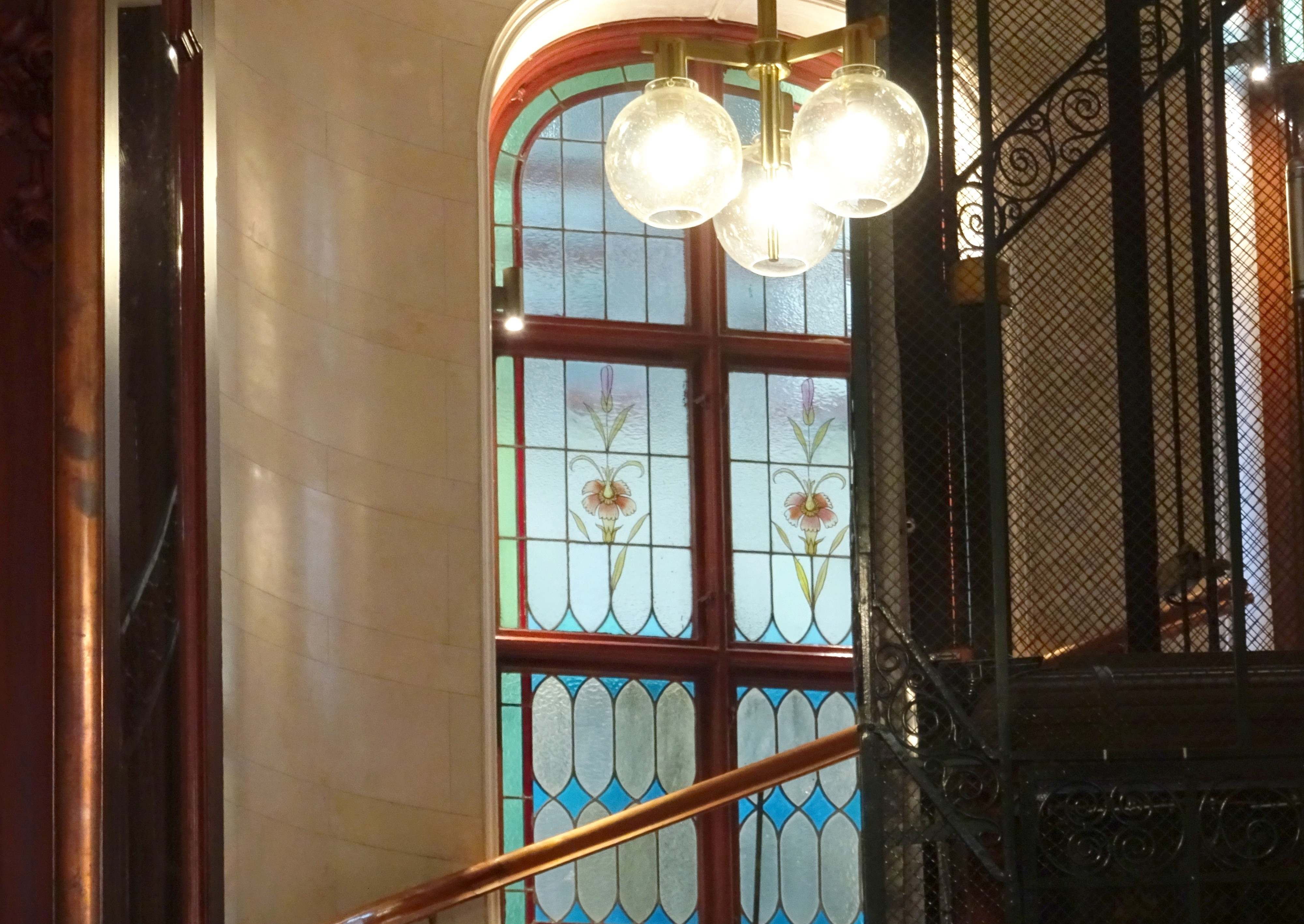
Trapphuset.
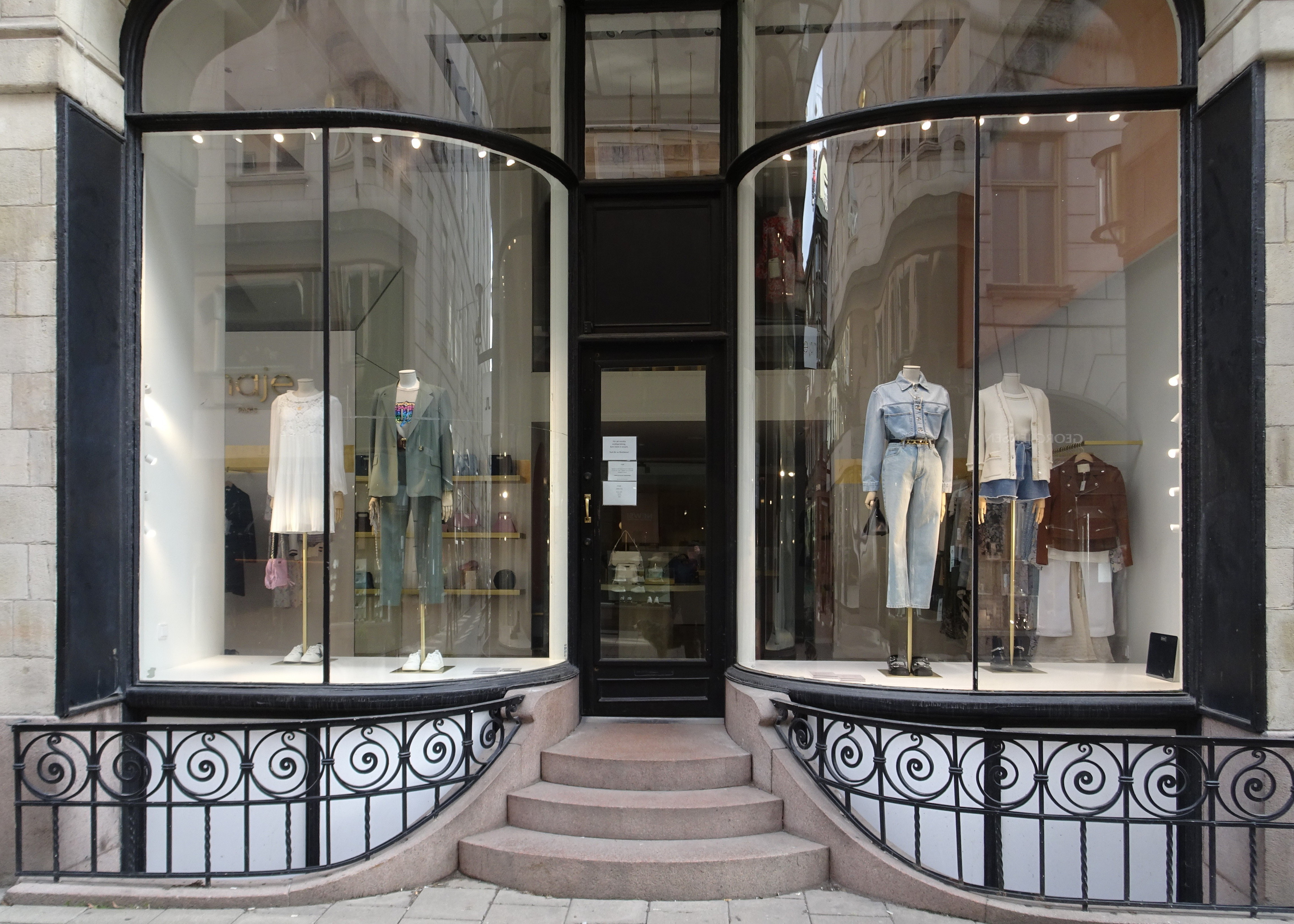
Skyltfönstrets svängda rutor.